# QFusion
QFusion — свободный игровой движок, созданный на основе id Tech 2 (Quake II engine), исходные коды которого id Software выпустила в 2001 году. Использование и модификация движка возможна в соответствии с GNU General Public License. Инициатором разработки (совместно с группой из семи разработчиков) стал Виктор Лучиц. Проект написан на языке C (Си), его можно использовать как на Windows-платформах, так и на UNIX‐подобных. Так же движок позволяет загружать графику (уровни, модели, текстуры) из Quake III и поддерживает скелетную анимацию. В более поздних версиях Qfusion превзошёл возможности id Tech 3, и стал поддерживать попиксельное освещение, мягкие тени и другие современные технологии.

## Возможности движка

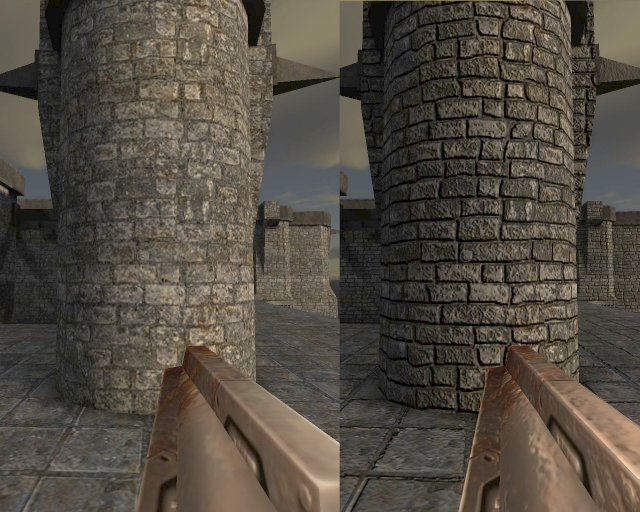
Бамп-маппинг в QFusion

- Поддержка медиа-контента Quake III: карты, шейдеры, видео, модели.
- Поддержка некоторых форматов моделей: iqm, md3.
- Скелетная анимация: Inter-Quake Model Format.
- Воспроизведение формата аудио Ogg Vorbis, полная поддержка стерео-звука.
- Воспроизведение видео формата Ogg Theora.
- Поддержка изображений в формате Truevision TGA, JPEG и PNG.
- Сжатие сетевых пакетов.
- Пользовательский интерфейс, пользовательский HUD.
- Графические эффекты: объемный туман, стенсильные тени, карты теней, система частиц, движение/ротация порталов и зеркал, normal mapping моделей.
- Шейдеры GLSL: контуры для цел-шейдеров, deluxemaps и бамп-маппинг.

## Игры использующие движок QFusion

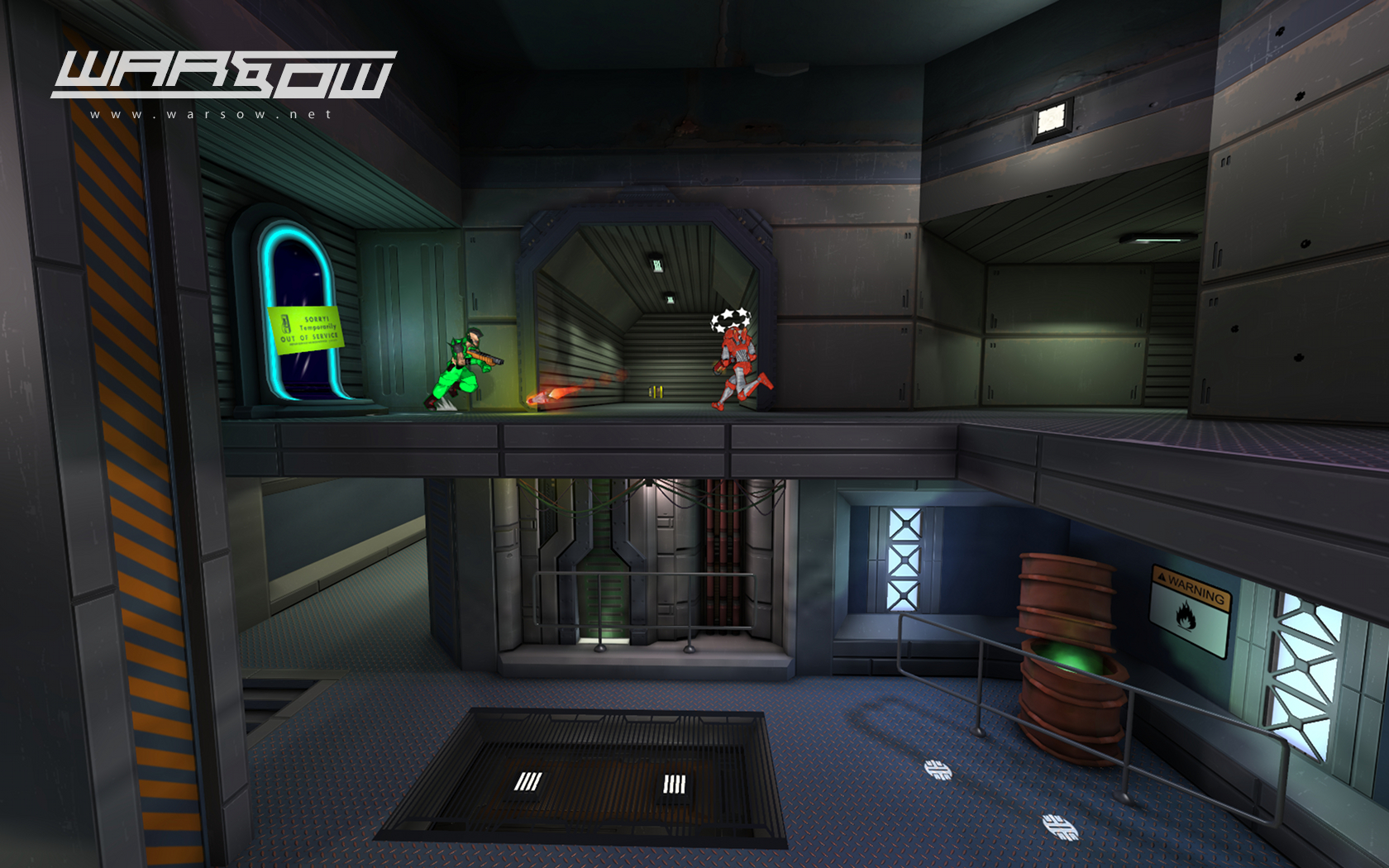
Скриншот из Warsow 1.0

QFusion используется в качестве движка в следующих играх:
- Warsow, шутер от первого лица[1][2].
- Nosferatu